# امگا ذات‌الکرسی
امگا ذات‌الکرسی یک ستاره است که در صورت فلکی ذات‌الکرسی قرار دارد.